# Albert, Kansas
Albert är en ort i Barton County i Kansas. Vid 2010 års folkräkning hade Albert 175 invånare.